# Indira Terrero
Indira Terrero Letuce (ur. 29 listopada 1985 w Hawanie) – hiszpańska lekkoatletka kubańskiego pochodzenia specjalizująca się w biegach sprinterskich. Wcześniej reprezentowała Kubę.
W swojej karierze zdobywała medale igrzysk panamerykańskich, mistrzostw Ameryki Środkowej i Karaibów oraz mistrzostw ibero-amerykańskich. Nie odnosiła większych sukcesów podczas mistrzostw świata i igrzysk olimpijskich.
Po zmianie obywatelstwa wywalczyła brązowy medal mistrzostw Europy w Zurychu (2014), natomiast rok później została wicemistrzynią halowych mistrzostw Starego Kontynentu w Pradze (oba w biegu na 400 metrów). 

## Osiągnięcia
| Rok       | Impreza                                  | Miejsce        | Konkurencja      | Pozycja    | Wynik   |
| Kuba      | Kuba                                     | Kuba           | Kuba             | Kuba       | Kuba    |
| --------- | ---------------------------------------- | -------------- | ---------------- | ---------- | ------- |
| 2005      | Mistrzostwa Ameryki Środkowej i Karaibów | Nassau         | bieg na 400 m    | eliminacje | 55,47   |
| 2005      | Mistrzostwa Ameryki Środkowej i Karaibów | Nassau         | sztafeta 4×400 m | 3. miejsce | 3:33,85 |
| 2007      | Igrzyska panamerykańskie                 | Rio de Janeiro | bieg na 400 m    | 3. miejsce | 51,09   |
| 2007      | Igrzyska panamerykańskie                 | Rio de Janeiro | sztafeta 4×400 m | 1. miejsce | 3:27,51 |
| 2007      | Mistrzostwa świata                       | Osaka          | bieg na 400 m    | eliminacje | 51,08   |
| 2007      | Mistrzostwa świata                       | Osaka          | sztafeta 4×400 m | 6. miejsce | 3:27,05 |
| 2008      | Mistrzostwa Ameryki Środkowej i Karaibów | Cali           | bieg na 400 m    | 1. miejsce | 51,64   |
| 2008      | Mistrzostwa Ameryki Środkowej i Karaibów | Cali           | sztafeta 4×400 m | 1. miejsce | 3:29,94 |
| 2008      | Igrzyska olimpijskie                     | Pekin          | bieg na 400 m    | półfinał   | 51,80   |
| 2008      | Igrzyska olimpijskie                     | Pekin          | sztafeta 4×400 m | 8. miejsce | 3:36,99 |
| 2009      | Mistrzostwa Ameryki Środkowej i Karaibów | Hawana         | bieg na 400 m    | 1. miejsce | 51,64   |
| 2009      | Mistrzostwa świata                       | Berlin         | bieg na 400 m    | półfinał   | 51,87   |
| 2009      | Mistrzostwa świata                       | Berlin         | sztafeta 4×400 m | 7. miejsce | 3:36,99 |
| 2010      | Igrzyska olimpijskie                     | Pekin          | bieg na 400 m    | półfinał   | 51,80   |
| 2010      | Mistrzostwa ibero-amerykańskie           | San Fernando   | bieg na 800 m    | 3. miejsce | 2:03,24 |
| 2010      | Mistrzostwa ibero-amerykańskie           | San Fernando   | sztafeta 4×400 m | 1. miejsce | 3:30,73 |
| Hiszpania |                                          |                |                  |            |         |
| 2014      | Superliga drużynowych mistrzostw Europy  | Brunszwik      | sztafeta 4×400 m | –          | DSQ     |
| 2014      | Mistrzostwa Europy                       | Zurych         | bieg na 400 m    | 3. miejsce | 51,38   |
| 2015      | Halowe mistrzostwa Europy                | Praga          | bieg na 400 m    | 2. miejsce | 52,63   |
| 2015      | Superliga drużynowych mistrzostw Europy  | Czeboksary     | sztafeta 4×400 m | 9. miejsce | 3:35,48 |
| 2016      | Mistrzostwa ibero-amerykańskie           | Rio de Janeiro | sztafeta 4×400 m | 2. miejsce | 3:36,16 |
| 2016      | Mistrzostwa Europy                       | Amsterdam      | bieg na 400 m    | –          | DNF     |

## Rekordy życiowe
- bieg na 400 metrów (stadion) – 50,98 (2008)
- bieg na 400 metrów (hala) – 52,02 (2013)